# Diagram

Cirkeldiagram

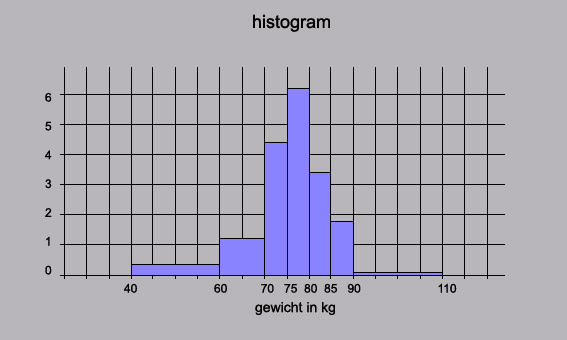
Histogram

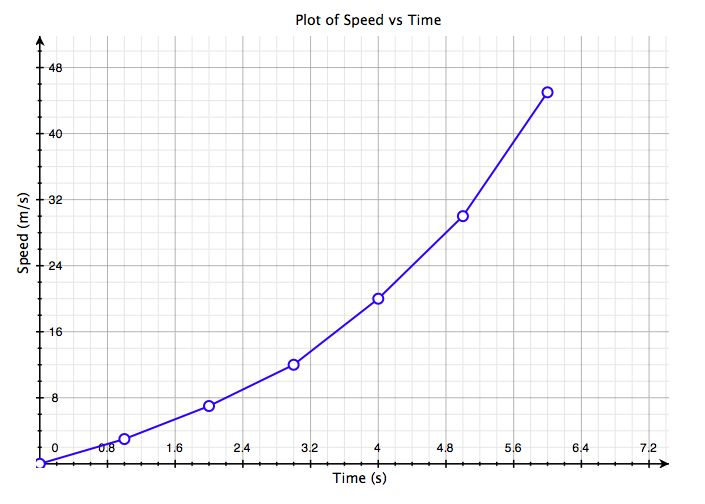
Lijndiagram

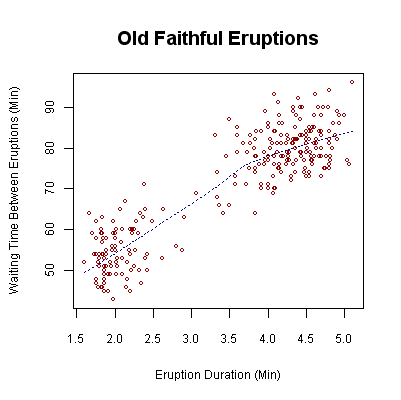
Puntendiagram

Een diagram is een schematische, grafische weergave van een proces of van een aantal grootheden en hun onderlinge verband.

## Grondvormen
Op grond van de vorm kan men negen diagrammen onderscheiden: In alfabetische volgorde zijn dat:
BeelddiagramEen beelddiagram is een vorm van een staafdiagram waarin de lengte van de staven door figuurtjes wordt aangegeven.
BlokdiagramEen blokdiagram of vlakdiagram is een schematische voorstelling van een systeem of een proces, waarin de belangrijkste functie schematisch in blokken zijn aangegeven.
CartogramEen cartogram is een kaart waarop de geografische verdeling van een bepaald verschijnsel is aangebracht.
CirkeldiagramEen cirkeldiagram of taartdiagram is een grafiek in de vorm van een cirkel, gebruikt om een verdeling van bepaalde gegevens op eenvoudige wijze weer te geven
HistogramEen histogram of kolommendiagram is de grafische weergave van de frequentieverdeling van in klassen gegroepeerde data, afkomstig uit een continue kansverdeling. Het toont kolommen met oppervlakte ter grootte van de (relatieve) frequenties opgericht boven de klassen. Een histogram geeft een beeld van de kansdichtheid waaruit de data afkomstig zijn.
LijndiagramEen lijndiagram of lijngrafiek geeft in de regel de ontwikkeling van een variabele in de tijd weer. Dit diagram wordt vaak gebruikt om te laten zien hoe iets in de loop van de tijd ontwikkelt. Een lijndiagram ontstaat uit een kolommendiagram, door de middens van de opvolgende staven met elkaar te verbinden.
Spreidingsdiagram of puntenwolkEen puntenwolk, of correlatie- of spreidingsdiagram is in de statistiek de grafische weergave van de samenhang weer tussen twee variabelen in een meerdimensionale steekproef.
StaafdiagramEen staafdiagram is de grafische weergave van de frequentieverdeling van data, afkomstig uit een discrete (kans)verdeling. Het toont staven van geringe breedte met hoogte gelijk aan de (relatieve) frequenties opgericht boven de mogelijke waarden.
StroomdiagramEen stroomdiagram is een schematische voorstelling van een proces. Ze worden over het algemeen gebruikt om een proces makkelijker te laten visualiseren of om fouten in het proces te kunnen vinden.
Daarnaast bestaan nog:
RadardiagramEen radardiagram, spindiagram of sterdiagram is een tweedimensionaal diagram met drie of meer assen vanuit eenzelfde oorsprong, waarin meerdere variabelen worden gekwantificeerd.
StrookdiagramEen strookdiagram geeft de verdeling van een grootheid weer in de vorm van een overeenkomstig verdeelde strook.
VenndiagramEen venndiagram is een grafische representatie van wiskundige verzamelingen en is genoemd naar John Venn. Allerlei eigenschappen van verzamelingen laten zich hiermee goed illustreren.

## Trilineair diagram
Met een trilineair diagram kan men op een grafische manier data weergeven die uit drie onderdelen bestaan. Deze onderdelen moeten samen 100% vormen. Er is bijvoorbeeld nooit een zuivere klei-, zand- of siltbodem. Afhankelijk van de onderlinge verhoudingen is er sprake van een kleibodem, een zandleembodem enz.

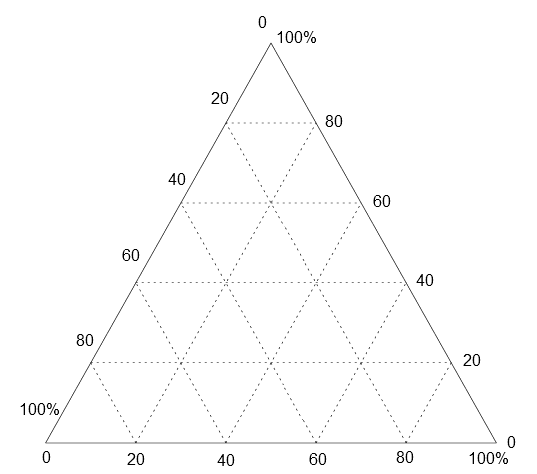
Trilineair diagram

## Boomdiagram
| Ruwe data                               | Voorbeeld van een dendrogram |
|                                         |                              |
| \| - - a - - - b - c - - - d - e - f \| |                              |
| - - a - - - b - c - - - d - e - f       |                              |

Een dendrogram of boomdiagram is een diagram met een boomstructuur. In de informatica betreft het een hiërarchische datastructuur die een bijzonder geval van een graaf is. In een boomstructuur bestaan geen cirkelpaden en is er altijd precies één pad van de wortel naar een willekeurige knoop. Als de structuur schematisch wordt getekend, doet ze aan een boom denken, vandaar de naam 'dendrogram'. Een dendogram kan in verschillende standen getekend worden: rechtop, op zijn kant of omgekeerd.
Dendrogrammen worden onder andere gebruikt om taxonomische kennis mee te visualiseren of om weer te geven hoe genen zich clusteren in biologisch en biochemisch onderzoek. Deze clusters worden geproduceerd door een clusteralgoritme (clusteranalyse). In een dendrogram wordt weergegeven hoe en waar de clusters zich ten opzichte van elkaar bevinden ofwel zijn geplaatst. Het dendrogram geeft bijvoorbeeld een beeld van de verwantschappen tussen soorten.
Bekende voorbeelden van boomdiagrammen zijn (genealogische) stambomen en de fylogenetische stambomen.

### Fylogenetische stamboom
|  | wolfsklauw                                               |
|  |                                                          |
|  | \| \| Engels mos \| \| \| \| \| \| biesvaren \| \| \| \| |
|  |                                                          |
|  | Engels mos                                               |
|  |                                                          |
|  | biesvaren                                                |
|  |                                                          |

|  | Engels mos |
|  |            |
|  | biesvaren  |
|  |            |

|  | bloemplanten |
|  |              |
|  | varens       |
|  |              |

|  | wolfsklauw                                               |
|  |                                                          |
|  | \| \| Engels mos \| \| \| \| \| \| biesvaren \| \| \| \| |
|  |                                                          |
|  | Engels mos                                               |
|  |                                                          |
|  | biesvaren                                                |
|  |                                                          |

|  | Engels mos |
|  |            |
|  | biesvaren  |
|  |            |

|  | bloemplanten |
|  |              |
|  | varens       |
|  |              |

|  | wolfsklauw                                               |
|  |                                                          |
|  | \| \| Engels mos \| \| \| \| \| \| biesvaren \| \| \| \| |
|  |                                                          |
|  | Engels mos                                               |
|  |                                                          |
|  | biesvaren                                                |
|  |                                                          |

|  | Engels mos |
|  |            |
|  | biesvaren  |
|  |            |

|  | bloemplanten |
|  |              |
|  | varens       |
|  |              |

|  | wolfsklauw                                               |
|  |                                                          |
|  | \| \| Engels mos \| \| \| \| \| \| biesvaren \| \| \| \| |
|  |                                                          |
|  | Engels mos                                               |
|  |                                                          |
|  | biesvaren                                                |
|  |                                                          |

|  | Engels mos |
|  |            |
|  | biesvaren  |
|  |            |

|  | bloemplanten |
|  |              |
|  | varens       |
|  |              |

Een fylogenetische stamboom is in de evolutiebiologie een schema dat de evolutionaire geschiedenis van een bepaalde groep verwante soorten (of andere taxa) weergeeft. De afstammingsrelaties zelf worden de fylogenie genoemd. De boom laat het patroon zien waarmee de soorten van een gemeenschappelijke voorouder afstammen. In zo'n stamboom staan zowel de nog bestaande als de reeds uitgestorven groepen.
Een cladogram is een speciaal type dendrogram dat wordt gebruikt om de evolutionaire relaties tussen groepen van organismen weer te geven. In een cladogram worden meestal alleen nog levende groepen opgenomen en kent een speciale berekeningstechniek op grond van synapomorfieën. Een cladogram vertoont grote overeenkomst met een fylogenetische stamboom. Een verschil is verder dat de takken geen namen hebben, en dat de benoemde groepen alleen aan de uiteinden van de takken staan.

### Genealogische stamboom
| \| \| \| \| \| \| \| \| \| \| \| \| \| \| \| grootmoeder \| grootmoeder \| grootmoeder \| grootmoeder \| grootmoeder \| grootmoeder \| \| \| \| \| \| \| grootvader \| grootvader \| grootvader \| grootvader \| grootvader \| grootvader \| \| \| \| \| \| \| \| \| \| \| \| \| \| \| \| \| \| \| \| \| \| \| \| \| \| \| \| grootmoeder \| grootmoeder \| grootmoeder \| grootmoeder \| grootmoeder \| grootmoeder \| \| \| \| \| \| \| grootvader \| grootvader \| grootvader \| grootvader \| grootvader \| grootvader \| \| \| \| \| \| \| \| \| \| \| \| \| \| \| \| \| \| \| \| \| \| \| \| \| \| \| \| \| \| \| \| \| \| \| \| \| \| \| \| \| \| \| \| \| \| \| \| \| \| \| \| \| \| \| \| \| \| \| \| \| \| \| \| \| \| \| \| \| \| \| \| \| \| \| \| \| \| \| \| \| \| \| \| \| \| \| \| \| \| \| \| \| \| \| \| \| \| \| \| \| \| \| \| \| \| \| \| mijn moeder \| mijn moeder \| mijn moeder \| mijn moeder \| mijn moeder \| mijn moeder \| \| \| mijn vader \| mijn vader \| mijn vader \| mijn vader \| mijn vader \| mijn vader \| \| \| mijn oom \| mijn oom \| mijn oom \| mijn oom \| mijn oom \| mijn oom \| \| \| mijn tante \| mijn tante \| mijn tante \| mijn tante \| mijn tante \| mijn tante \| \| \| aangetrouwde oom \| aangetrouwde oom \| aangetrouwde oom \| aangetrouwde oom \| aangetrouwde oom \| aangetrouwde oom \| \| \| \| \| \| \| \| mijn moeder \| mijn moeder \| mijn moeder \| mijn moeder \| mijn moeder \| mijn moeder \| \| \| mijn vader \| mijn vader \| mijn vader \| mijn vader \| mijn vader \| mijn vader \| \| \| mijn oom \| mijn oom \| mijn oom \| mijn oom \| mijn oom \| mijn oom \| \| \| mijn tante \| mijn tante \| mijn tante \| mijn tante \| mijn tante \| mijn tante \| \| \| aangetrouwde oom \| aangetrouwde oom \| aangetrouwde oom \| aangetrouwde oom \| aangetrouwde oom \| aangetrouwde oom \| \| \| \| \| \| \| \| \| \| \| \| \| \| \| \| \| \| \| \| \| \| \| \| \| \| \| \| \| \| \| \| \| \| \| \| \| \| \| \| \| \| \| \| \| \| \| \| \| \| \| \| \| \| \| \| \| \| \| \| \| \| \| \| \| \| \| \| \| \| \| \| \| \| \| \| \| \| \| \| \| \| \| \| \| \| \| \| \| \| \| \| \| \| mijn zus \| mijn zus \| mijn zus \| mijn zus \| mijn zus \| mijn zus \| \| \| ikzelf \| ikzelf \| ikzelf \| ikzelf \| ikzelf \| ikzelf \| \| \| mijn broer \| mijn broer \| mijn broer \| mijn broer \| mijn broer \| mijn broer \| \| \| \| \| \| \| mijn nicht \| mijn nicht \| mijn nicht \| mijn nicht \| mijn nicht \| mijn nicht \| \| \| mijn neef \| mijn neef \| mijn neef \| mijn neef \| mijn neef \| mijn neef \| \| \| |          |          |          |             |             |             |             |             |             |        |        |            |            |             |             |             |             |             |             |            |            |          |          |          |          |            |            |            |            |            |            |            |            |  |  |                  |                  |                  |                  |                  |                  |  |  |
| |          |          |          |             |             |             |             |             |             |        |        |            |            | grootmoeder | grootmoeder | grootmoeder | grootmoeder | grootmoeder | grootmoeder |            |            |          |          |          |          | grootvader | grootvader | grootvader | grootvader | grootvader | grootvader |            |            |  |  |                  |                  |                  |                  |                  |                  |  |  |
| |          |          |          |             |             |             |             |             |             |        |        |            |            | grootmoeder | grootmoeder | grootmoeder | grootmoeder | grootmoeder | grootmoeder |            |            |          |          |          |          | grootvader | grootvader | grootvader | grootvader | grootvader | grootvader |            |            |  |  |                  |                  |                  |                  |                  |                  |  |  |
| |          |          |          |             |             |             |             |             |             |        |        |            |            |             |             |             |             |             |             |            |            |          |          |          |          |            |            |            |            |            |            |            |            |  |  |                  |                  |                  |                  |                  |                  |  |  |
| |          |          |          |             |             |             |             |             |             |        |        |            |            |             |             |             |             |             |             |            |            |          |          |          |          |            |            |            |            |            |            |            |            |  |  |                  |                  |                  |                  |                  |                  |  |  |
| |          |          |          | mijn moeder | mijn moeder | mijn moeder | mijn moeder | mijn moeder | mijn moeder |        |        | mijn vader | mijn vader | mijn vader  | mijn vader  | mijn vader  | mijn vader  |             |             | mijn oom   | mijn oom   | mijn oom | mijn oom | mijn oom | mijn oom |            |            | mijn tante | mijn tante | mijn tante | mijn tante | mijn tante | mijn tante |  |  | aangetrouwde oom | aangetrouwde oom | aangetrouwde oom | aangetrouwde oom | aangetrouwde oom | aangetrouwde oom |  |  |
| |          |          |          | mijn moeder | mijn moeder | mijn moeder | mijn moeder | mijn moeder | mijn moeder |        |        | mijn vader | mijn vader | mijn vader  | mijn vader  | mijn vader  | mijn vader  |             |             | mijn oom   | mijn oom   | mijn oom | mijn oom | mijn oom | mijn oom |            |            | mijn tante | mijn tante | mijn tante | mijn tante | mijn tante | mijn tante |  |  | aangetrouwde oom | aangetrouwde oom | aangetrouwde oom | aangetrouwde oom | aangetrouwde oom | aangetrouwde oom |  |  |
| |          |          |          |             |             |             |             |             |             |        |        |            |            |             |             |             |             |             |             |            |            |          |          |          |          |            |            |            |            |            |            |            |            |  |  |                  |                  |                  |                  |                  |                  |  |  |
| |          |          |          |             |             |             |             |             |             |        |        |            |            |             |             |             |             |             |             |            |            |          |          |          |          |            |            |            |            |            |            |            |            |  |  |                  |                  |                  |                  |                  |                  |  |  |
| mijn zus | mijn zus | mijn zus | mijn zus | mijn zus    | mijn zus    |             |             | ikzelf      | ikzelf      | ikzelf | ikzelf | ikzelf     | ikzelf     |             |             | mijn broer  | mijn broer  | mijn broer  | mijn broer  | mijn broer | mijn broer |          |          |          |          |            |            | mijn nicht | mijn nicht | mijn nicht | mijn nicht | mijn nicht | mijn nicht |  |  | mijn neef        | mijn neef        | mijn neef        | mijn neef        | mijn neef        | mijn neef        |  |  |

Genealogische stamboom geven een historisch overzicht van de afstamming van personen of van de nakomelingen in bepaalde families. Ze worden vaak van boven naar beneden gelezen, en hebben op veel knopen gewoonlijk echtparen.

### Stroomdiagram en beslissingsboom
Een stroomdiagram of stroomschema, ook wel flowsheet of flowchart, is een schematische voorstelling van een proces. Het wordt over het algemeen gebruikt om een proces makkelijker te visualiseren, of om fouten in het proces te kunnen vinden.

Voorbeeld van een stroomdiagram Voorbeeldproces:Wikipedia-artikel toevoegen.
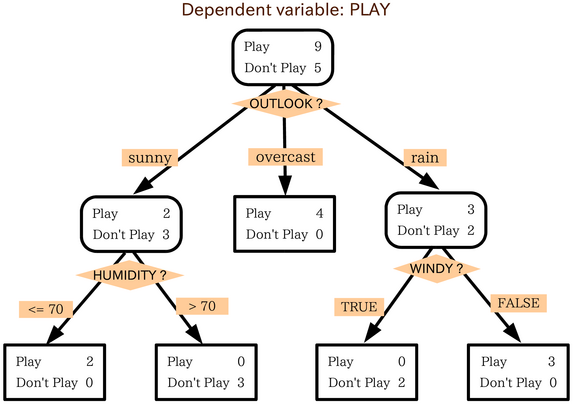
Voorbeeld van een beslissingsboom

Een beslissingsboom of beslisboom is een wetenschappelijk model voor de weergave van de alternatieven en keuzen in een besluitvormingsproces, en is een techniek uit de besliskunde. De beslissingsboom is een speciaal soort boomstructuur. De beslissingsboom wordt in de regel als schema weergegeven. Verwant hieraan is de beslissingstabel, waarin de besluitvormingsproblematiek in tabelvorm wordt weergegeven. Een beslissingsboom is een model voor de weergave van de alternatieven en keuzemogelijkheden in een besluitvormingsproces, en is een techniek uit de besliskunde.

### Binaire zoekboom
Een binaire zoekboom is een dichotome boom met eigenschappen die ervoor zorgen dat een waarde snel gevonden kan worden. In een binaire zoekboom heeft elke knoop maximaal twee verwijzingen naar een andere knoop. Verder heeft elke knoop in de boom de eigenschap dat alle waarden in de linker subboom kleiner of gelijk zijn dan de waarde in de knoop en alle waarden in de rechtersubboom groter of gelijk dan de waarde in de knoop.
In flora's staan vaak determinatietabellen om planten op naam te kunnen brengen (identificeren). Deze tabellen kunnen bestaan uit een dichotome boom met steeds keuzes uit twee onderscheidende kenmerken, maar ook wel een polytome boom, met keuzes uit twee of meer onderscheidende kenmerken.

## Voetnoten
1. ↑  Wim Hartman & Jan Roos (1976) Technieken voor systeemonderzoek, Deventer : Kluwer, 1976, pag. 298.